# Ókori görög uralkodók listája

## Korinthosz

### Korinthosztürannoszai
| Uralkodó       | Uralkodott                         | Görög név  | Megjegyzés          |
| -------------- | ---------------------------------- | ---------- | ------------------- |
| Küpszelidák    |                                    |            |                     |
| Küpszelosz     | türannosz: Kr. e. 657, †Kr. e. 627 | Κύψελος    |                     |
| Periandrosz    | türannosz: Kr. e. 627, †Kr. e. 585 | Περίανδρος | Küpszelosz fia.     |
| Pszammetikhosz | türannosz: Kr. e. 585, †Kr. e. 583 |            | Küpszelosz unokája. |

## Athén
A korai mitikus királyokat lásd:
- Athén királyainak listája

### Athén türannoszai
| Uralkodó         | Uralkodott                                            | Görög név    | Megjegyzés           |
| ---------------- | ----------------------------------------------------- | ------------ | -------------------- |
| Peiszisztratidák |                                                       |              |                      |
| Peiszisztratosz  | türannosz: Kr. e. 559–556 Kr. e. 546–527, †Kr. e. 527 | Πεισίστρατος | Kétszer megszakítva  |
| Hipparkhosz      | türannosz: Kr. e. 527–514, †Kr. e. 490                | Ἵππαρχος     | Peiszisztratosz fia. |
| Hippiasz         | türannosz: Kr. e. 527, †Kr. e. 510                    | Ἱππίας       | Peiszisztratosz fia. |

## Szürakuszai

### Szürakuszai türannoszai
| Uralkodó                            | Uralkodott                                    | Görög név | Megjegyzés             |
| ----------------------------------- | --------------------------------------------- | --------- | ---------------------- |
| I. Gelón (* Kr. e. 540 k.)          | türannosz: Kr. e. 485, † Kr. e. 478           | Γέλων     |                        |
| I. Hierón                           | türannosz: Kr. e. 478, †Kr. e. 466            | Ίηρονος   | Gelón testvére.        |
| Thraszübulosz                       | türannosz: Kr. e. 466, †Kr. e. 465            | -         | I. Hierón testvére.    |
| Demokrácia: Kr. e. 465 – Kr. e. 405 |                                               |           |                        |
| I. Dionüsziosz (* Kr. e. 432)       | türannosz: Kr. e. 405, †Kr. e. 367            | Διονύσιος |                        |
| II. Dionüsziosz (* Kr. e. 397)      | türannosz: Kr. e. 367 – Kr. e. 357, ld. alább | Διονύσιος | I. Dionüsziosz fia.    |
| Dión (* Kr. e. 408)                 | türannosz: Kr. e. 357, †Kr. e. 354            | Δίω       | I. Dionüsziosz sógora. |
| Kalliposz (* Kr. e. 390)            | türannosz: Kr. e. 354, †Kr. e. 352            | Kάλλιππος |                        |
| Hipparinosz                         | türannosz: Kr. e. 352, †Kr. e. 351            | Ἰππαρῖνος | I. Dionüsziosz fia.    |
| Areteosz                            | türannosz: Kr. e. 352, †Kr. e. 350            | Ἀρεταῖος  |                        |
| Nüszéosz (* Kr. e. 385 k.)          | türannosz: Kr. e. 350, †Kr. e. 346            | -         |                        |
| II. Dionüsziosz (2x)                | türannosz: Kr. e. 346–344, †Kr. e. 343        | Διονύσιος |                        |
| Timoleon (* Kr. e. 411)             | türannosz: Kr. e. 345, †Kr. e. 337            | Τιμολέων  |                        |

### Királyok
| Uralkodó                                  | Uralkodott                    | Görög név   | Megjegyzés                           |
| ----------------------------------------- | ----------------------------- | ----------- | ------------------------------------ |
| Agathoklész (* Kr. e. 361)                | kir.: Kr. e. 317, †Kr. e. 289 | Ἀγαθοκλῆς   |                                      |
| Iketasz                                   | kir.: Kr. e. 289, †Kr. e. 280 | -           |                                      |
| Toinon                                    | kir.: Kr. e. 280, †Kr. e. 280 | Θινιὸν      |                                      |
| Szoszisztrátosz                           | kir.: Kr. e. 280, †Kr. e. 277 | Σωσίστρατος |                                      |
| Épeiroszi uralom: Kr. e. 277 – Kr. e. 275 |                               |             |                                      |
| II. Hierón (* Kr. e. 306)                 | kir.: Kr. e. 275, †Kr. e. 215 | Ἰέρων       | I. Gelón állítólagos leszármazottja. |
| II. Gelón (* Kr. e. 366)                  | kir.: Kr. e. 240, †Kr. e. 216 | Γέλων       |                                      |
| Hieronümosz(* Kr. e. 331)                 | kir.: Kr. e. 215, †Kr. e. 214 | Ἰερώνυμος   | II. Hierón unokája.                  |
| Androdorosz                               | kir.: Kr. e. 214, †Kr. e. 214 | -           | II. Hierón veje.                     |
| Hippokratész                              | kir.: Kr. e. 213, †Kr. e. 212 | -           |                                      |
| Epiküdész                                 | kir.: Kr. e. 213, †Kr. e. 212 | -           |                                      |